# Bernard Richard (cyclisme)
Pour l’article homonyme, voir Bernard Richard.
Bernard Richard, né le 30 août 1957 à Évron dans le département de la Mayenne, est un coureur cycliste français, professionnel de 1985 à 1990.

## Carrière
Bernard Richard devient cycliste professionnel en novembre 1985 à l'âge de 28 ans dans l'équipe Fagor. Durant cette année, il termine deuxième de Paris-Roubaix amateurs. À la fin de sa première année, il se fait remarquer pour ses qualités de rouleur en remportant le Chrono des Herbiers devant Claude Séguy qui passe professionnel dans la même équipe, où ils devront veiller sur Stephen Roche que l'on présente à ce moment-là comme un possible vainqueur du Tour.
Durant trois ans, il sert Stephen Roche tout en jouant sa carte sur des épreuves moindres comme le Tour du Portugal où il réussit un bon classement en 1987. Au cours de cette période, il participe au Tour de France à deux reprises et au Tour d'Espagne. Il y termine 28e en 1988. 
Fin 1988, il fait partie des coureurs dont le contrat n’est pas renouvelé par la direction de l’équipe Fagor. Il est recruté par l'équipe Café de Colombia qui cherche des rouleurs pour aider l'équipe à viser le classement par équipes du Tour de France et protéger Luis Herrera dans les étapes de plaine. En 1989, il est d’une aide précieuse pour son leader à la dérive sur le Tour.
Fin 1989, malgré de bonnes performances dont une quinzième place au Critérium du Dauphiné libéré et une victoire d'étape au Tour du Luxembourg, l'équipe colombienne décide de ne pas renouveler son contrat. Ayant trouvé refuge dans l'équipe montée par Vincent Lavenu en 1990, il dispute encore quelques courses puis prend sa retraite fin 1990[réf. nécessaire].
Depuis il s'est reconverti dans la vente de matériel cycliste puis en créant la société Magicod spécialisée dans les applications pour téléphone.

## Palmarès

### Palmarès amateur
- 1980
  - 2e du Tour de Loire-Atlantique
- 1983
  - Tour de Loire-Atlantique
- 1984
  - Tour d'Eure-et-Loir
  - Tour de Loire-Atlantique
  - Tour de La Réunion
  - Tour d'Ille-et-Vilaine
  - Grand Prix des Nations amateurs
  - 3e des Trois Jours de Cherbourg
- 1985
  - Circuit berrichon
  - Chrono des Herbiers
  - 2e de Paris-Roubaix amateurs
  - 2e du Tour de Loire-Atlantique
  - 2e de la Palme d'or Merlin-Plage
  - 3e du Tour des régions italiennes
  - 3e du Duo normand (avec Daniel Leveau)
  - 6e du Tour de l'Avenir

### Palmarès professionnel
- 1986
  - 15e étape du Tour du Portugal
  - 6e du Tour de la Communauté européenne
- 1987
  - 8e étape du Tour du Portugal
  - 3e étape du Tour de Valence
  - 3e du Duo normand (avec Roland Le Clerc)
- 1989
  - 4e étape du Tour du Luxembourg[3]
  - 2e du Chrono des Herbiers

## Résultats sur les grands tours

### Tour de France
2 participations
- 1988 : abandon (19e étape)
- 1989 : 81e

### Tour d'Espagne
3 participations
- 1987 : abandon
- 1988 : 28e
- 1989 : 102e